# Variimorda ishiharai
Variimorda ishiharai es una especie de coleóptero de la familia Mordellidae.

## Distribución geográfica
Habita en Taiwán.